# Albanija i oružje za masovno uništenje
Albanija je tijekom jednog razdoblja svoje povijesti posjedovala zalihu oružja za masovno uništenje. Zaliha kemijskog oružja sadržavala je 16.678 kilograma, a sastojala se od iperita, luizita, adamsita i kloroacetofenona. Danas zaliha više ne postoji niti je Albanija u vlasništvu bilo kakvih kemijskih sastojaka potrebnih za izradu oružja za masovno uništenje.

## Kemijsko oružje
Albanija je bila među prvim državama koje su 1993. godine potpisale Konvenciju o kemijskom naoružanju. Sporazum je stupio na snagu 1997. godine, a deklaracija je zahtijevala uništenje svog kemijskog oružja, prekidanje kanala i veza za njegovu nabavu te uklanjanje pogona za njegovu proizvodnju. Kao jedna od šest država koje su prijavile da imaju zalihu takvog naoružanja, Albanija, uklonila je istu 2003. godine, nakon što je 2002. godine u napuštenim bunkerima pronađeno 600 kontejnera napunjenih kemijskim sastojcima. Pretpostavlja se da je sporni materijal nabavljen za vrijeme Envera Hoxhe, tijekom 70-ih godina 20. stoljeća. Također, sumnja se da je zemlja porijekla Kina iako nikakva dokumentacija nije pronađena.
Dana 11. srpnja 2007. godine Organizacija za suzbijanje kemijskog naoružanja (OPCW) potvrdila je uništenje cijele zalihe kemijskih sastojaka za izradu oružja za masovno uništenje koja se nalazila u Albaniji. Albanija je tako postala prva država koja je uništila svoje spornu zalihu kemijskih sastojaka pri Konvenciji o kemijskom naoružanju. Troškovi su iznosili oko 48 milijuna američkih dolara. U procesu uništenja Albaniji su pomogle i Sjedinjene Američke Države, putem donacija i operacija uništenja kemijskog materijala pod provedbom Programa Nunn – Lugar.

## Biološko i nuklearno oružje
Dana 20. prosinca 1989. godine Albanija se pridružila Ženevskom protokolu te je zabranila korištenje kemijskog i biološkog oružja u vojne svrhe. Godine 1990. potpisnica je Međunarodnog sporazuma o smanjenju zaliha oružja za masovno uništenje. Dana 3. lipnja 1992. godine potpisana je i Konvencija o biološkom naoružanju, kojom se državni vrh odrekao bilo kakvog korištenja takvih sredstava u vojne svrhe, dok je 23. travnja 2003. godine potpisan i Sporazum o sveobuhvatnog ukidanju testiranja nukleranog naoružanja.